# Anuradha Koirala
Anuradha Koirala (Rumjatar, 14 de abril de 1949) es una activista nepalí y la fundadora y directora de Maiti Nepal, una organización sin ánimo de lucro que ayuda a las víctimas de trata en Nepal. El 17 de enero de 2018 fue nombrada por el Gobierno de Nepal la primera gobernadora mujer de la provincia número 3 de Nepal.

## Biografía
Anuradha Koirala, hija del coronel Pratap Singh Gurung y de Laxami Gurung, nació en Rumjatar, Nepal, el 14 de abril de 1949. Fue educada en una escuela en la montaña en Kalimpong, India, donde comenzó su devoción por la ayuda social.
Enseñó inglés a niños y niñas en varias escuelas en Katmandú durante 20 años hasta que, en 1993 fundó la organización Maiti Nepal con la intención de ofrecer servicios y ayudas a las niñas y mujeres que sufren explotación sexual.

## Premios y reconocimientos
- Mejor trabajadora social del año en 1998.
- Medalla de miembro de primera clase de la Orden de Gorkha Dajshin Bahu en 1999.
- Premio Trishaktipatta en 2002.
- Premio “Courage of Conscience” por la fundación “The Peace Abbey” en 2006.[1]
- Premio Alemán UNIFEM en 2007.[2]
- Medalla de oro Reina Sofía en 2007.

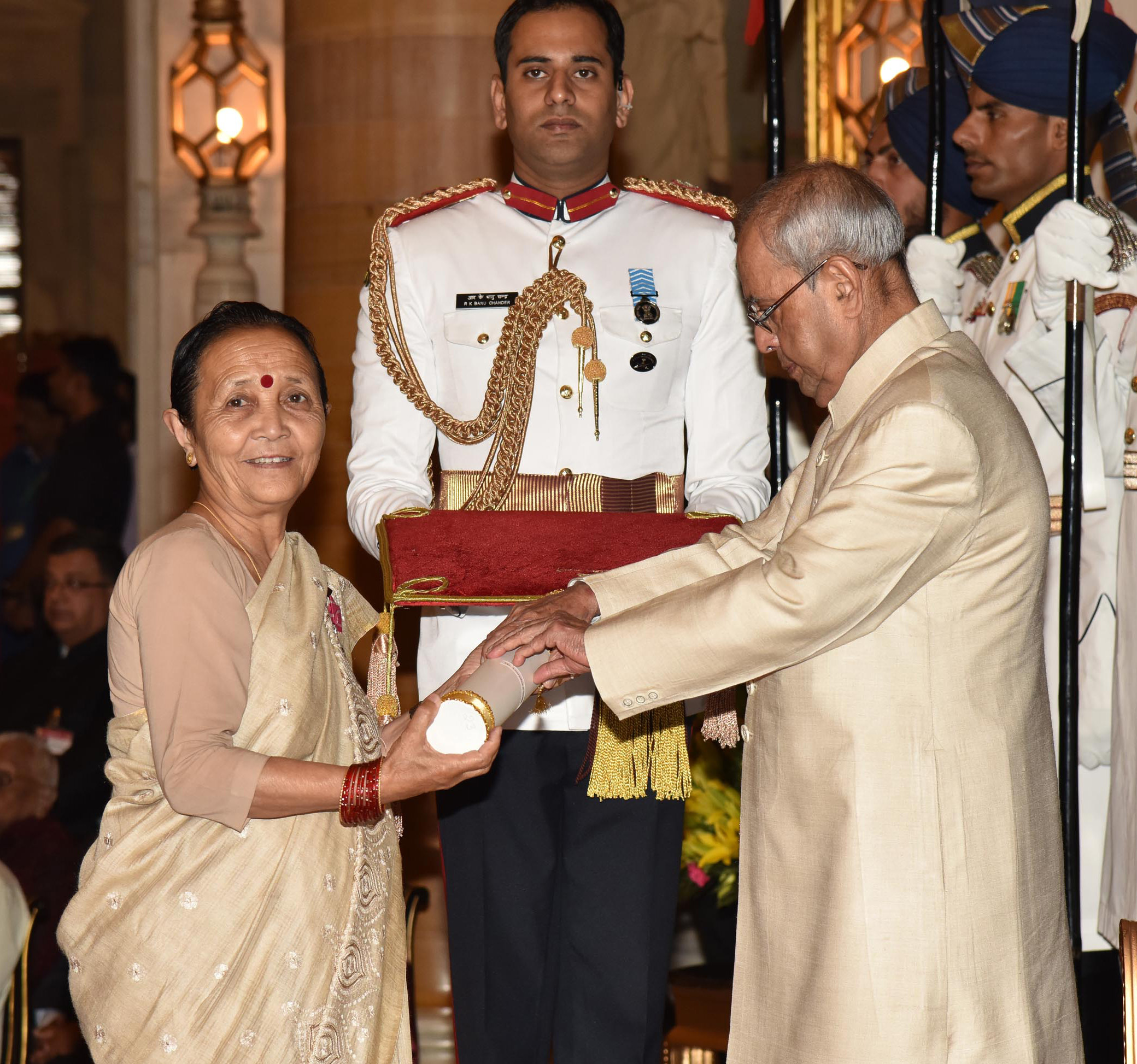
Anuradha Koirala recibiendo el premio Padma Shri por el presidente Shri Pranab Mukherjee en la Ceremonia de Investidura el 13 de abril de 2017 en Nueva Delhi

- Premio Héroes de la CNN en 2010.[3]
- Premio Madre Teresa en 2014.[4]
- Premio Padma Shri en 2017.[5]
- Premio G.O.D. en 2018.

## Maiti Nepal
Maiti Nepal es una organización sin ánimo de lucro fundada por Anuradha Koirala en 1993. El objetivo de esta fundación es el de rescatar y rehabilitar a las niñas y mujeres que son vendidas para la explotación sexual en Nepal.
Tras el establecimiento como organización, Maiti Nepal comenzó su labor humanitaria construyendo un hogar para que las personas sin techo tuvieran un lugar donde quedarse. Hoy en día, Maiti Nepal tiene tres casas de protección, once casas de tránsito, dos hospicios y una escuela.
Como su propio nombre indica, Maiti Nepal (“maiti” significa “casa de mamá” en nepalí) es un refugio para todas aquellas mujeres y niñas que son rescatadas de los burdeles de India. Las mujeres se hospedan en estas casas durante su rehabilitación y, cuando esta termina, son libres de abandonar la casa para volver son su familia. En muchos casos, los padres se niegan a acoger a sus hijas, por lo que las mujeres se quedan en estas casas de rehabilitación hasta que consiguen independizarse.
Entre 1993 y 2011, Koirala y su organización han ayudado a rescatar y rehabilitar a más de 12.0000 niñas nepalíes y a rescatar a 45.000 niñas y mujeres de ser traficadas en la frontera Indo-Nepal. Además, más de 1.000 niños reciben servicios directos de Maiti Nepal todos los días.
Por otra parte, Maiti Nepal también trabaja en reunir a las mujeres rescatadas con sus familiares, en patrullar la frontera Indo-Nepal con la ayuda de la policía y con otras autoridades del cumplimiento de la ley. Además, ha ayudado a encarcelar a cientos de delincuentes que traficaban con niñas y mujeres.
Maiti Nepal ofrece diversas actividades como campañas de conciencia, programas de sensibilización, operaciones de rescate, detenciones de traficantes, proporciona apoyo legal para los necesitados, programas de empoderamiento de la mujer, entrenamientos y proporciona terapias antirretrovirales a niñas y mujeres afectadas por el VIH.